# BS-3N
O BS-3N (também conhecido por Yuri 3N) foi um satélite de comunicação geoestacionário japonês construído pelas empresas GE Astro e Martin Marietta, ele esteve localizado na posição orbital de 110 graus de longitude leste e era operado pela Telecommunications Satellite Company of Japan (TSCJ). O satélite foi baseado na plataforma AS-3000.

## História
0 BS-3N era um satélite de comunicações geoestacionário japonês lançado a partir do Centro Espacial de Kourou, na Guiana Francesa por um foguete Ariane 44L. Ele serviu os países da região do Pacífico.

## Lançamento
O satélite foi lançado com sucesso ao espaço no dia 25 de agosto de 1991, por meio de um veículo Ariane-44L H10+, laçando a partir do Centro Espacial de Kourou, na Guiana Francesa, juntamente com o satélite PAS-2.

## Capacidade e cobertura
O BS-3N era equipado com 3 transponders em banda Ku, para fornecer serviços de telecomunicação ao Japão e região do Pacífico.